# 천인계획
천인계획 또는 천인 프로그램(TTP), 즉 해외 고위급 인재 채용 프로그램은 중화인민공화국 정부가 해외, 주로 화교 공동체에서 과학 기술 전문가를 유치하기 위한 프로그램이다. 이 원래 프로그램은 중화인민공화국 공업정보화부가 관리하는 치밍이라는 다른 프로그램으로 대체되었다.
미국, 호주, 캐나다 및 기타 국가의 법 집행 기관과 방첩 기관은 이 프로그램을 지적 재산권 절도 및 스파이 활동의 수단으로 보고 우려를 제기했다.

## 배경
미국 에너지부 오크리지 과학 교육 연구소의 자료에 따르면, 2002년에 미국에서 과학 또는 기술 박사 학위를 받은 중국인 중 92%가 2007년에도 여전히 미국에 머물고 있었다. 이러한 추세를 뒤집고 중국 대학 시스템의 규모와 위상을 높이기 위해 중국 중앙 정부는 필요성을 인식하고 해외 화교 및 세계 최고 대학의 외국인 인재 유치에 나섰다.(pp. 117–118)
천인계획은 중국의 200개 이상의 인재 채용 프로그램 중 가장 두드러진 프로그램이다. 이 프로그램은 2007년 중국공산당 제17차 전국대표대회의 "인재 강국 전략"에서 시작되었다. 중국공산당 중앙위원회와 중화인민공화국 국무원은 2010년에 이 프로그램을 중국 내 혁신과 국제 경쟁력을 강화하기 위한 국가 인재 개발 계획의 최고 수준 상으로 격상시켰다. 2019년, 이 프로그램은 "국가 고위급 외국인 전문가 채용 계획"으로 명칭이 변경되었다. 중국공산당 통일전선공작부 산하 Western Returned Scholars Association은 프로그램 참가자를 위한 공식 대표 기관이다.
중국은 또한 천인계획의 "청년" 부문으로 "청년 천인계획" 프로그램을 운영한다. 이 프로그램은 초기 경력의 STEM 학자 채용에 중점을 둔다.
전 세계 약 600개의 "인재 채용 스테이션"으로 구성된 분산된 네트워크를 통해 외국 과학 인재를 유치하려는 이전 시도는 최고 연구원들이 선진국을 영구적으로 떠나도록 설득하는 데 대체로 비효율적이었다.(pp. 117–118)

## 선정
천인계획은 주로 해외 엘리트 프로그램에서 교육을 받고 기업가, 전문가 및 연구원으로서 성공한 중국 시민을 대상으로 한다. 이 프로그램은 또한 과학 및 혁신 분야에서 중국의 국제 경쟁력에 중요한 기술을 가진 소수의 엘리트 외국인 전문가도 인정한다. 후자 범주의 국제 전문가들은 일반적으로 노벨상, 필즈상과 같은 주요 상 수상자이며, 중국에 기술적으로 중요한 분야에 국제적으로 인정받는 공헌을 했고, 세계 최고 대학 중 한 곳에서 종신 재직권을 가지고 있거나 국제적으로 중요한 연구 기관에서 고위직을 맡고 있을 것으로 예상된다. 2013년에는 주니어 천인계획이 세계 최고 대학 중 한 곳에서 높은 영향력의 연구를 수행한 40세 미만 교수진을 유치하기 위해 만들어졌다.
이 프로그램은 두 가지 메커니즘을 포함한다: 중국 학계로의 영구 채용을 위한 자원과, 주로 선도적인 국제 대학 또는 연구실에서 정규직으로 근무하는 국제 전문가를 대상으로 하는 단기 임명을 위한 자원이다.
2008년 천인계획 발표 후 10년 이내에 총 7,000명 이상을 유치했다. 여러 외국인을 포함하여 천인계획에 참여한 1,400명 이상이 생명 과학 분야를 전문으로 한다.(p. 188)
Australian Strategic Policy Institute의 연구에 따르면, 호주 고등 교육 기관의 300명 이상의 과학자 및 학자들이 이 프로그램과 연결되어 있다.
천인계획 교수는 중화인민공화국 교육부에서 수여하는 최고 수준의 상과 유사하게 국무원에서 수여하는 최고의 학술 명예이다.

### 참가자 혜택
이 프로그램은 선정된 개인에게 "천인계획 특임교수"(千人计划特聘教授) 또는 "청년 천인계획 교수"라는 명예로운 칭호를 부여하고, 이 명예로운 칭호, 높은 급여, 비자 특혜를 포함한 혜택을 제공한다. 이 프로그램은 뛰어난 능력을 가진 개인이 중국 이민 비자를 받을 수 있도록 하는 최초의 프로그램이다. "장기 체류 비자"를 포함한다.(pp. 117–118) 이 프로그램은 선정된 개인에게 일회성 보너스 100만 위안, 연구 및 학술 교류를 위한 상당한 자원, 주택 및 교통비 지원을 제공한다. 천인계획 학자들은 중국 정부로부터 높은 수준의 자금을 지원받을 수 있다.
청년 천인계획 프로그램 참가자들은 일회성 상금 50만 위안과 100만~300만 위안의 시작 보조금을 받는다. 이러한 지원 패키지는 일반적으로 중국의 호스트 기관이나 지방 정부에 의해 매칭된다. 참가자들은 또한 보조 주택 및 보조금 신청 시 우선권과 같은 부가적인 혜택을 받는다.

## 반응

### 이해 상충 및 사기 혐의
일부 천인계획 교수들은 프로그램에서 보조금 횡령, 열악한 숙소, 연구 윤리 위반 등의 사기를 보고했다. 일부 TTP 계약에 본교 또는 본국 정부에 수상을 알리는 것을 금지하는 기밀유지 협약이 포함되어 있어 우려가 제기되었다. TTP와의 미공개 관계 때문에 해고가 발생하기도 했다. 2019년, H. 리 모피트 암 센터 및 연구소의 경영진과 연구원들은 TTP와의 연관성에 대한 조사를 받은 후 사임했다. 중국의 두 가지 최고 학술상인 천인계획 교수직과 장강(양쯔강) 학자상을 받은 개인들은 중국의 가장 부유한 대학들로부터 너무 자주 채용의 대상이 되어, 교육부는 2013년과 2017년에 중국 대학들이 서로에게서 최고 인재를 빼앗아가는 것을 막기 위한 통지를 발표했다.

### 효과 평가
이 프로그램의 효능과 영향에 대한 평가는 엇갈린다. 이 프로그램이 최고 수준의 국제 인재를 중국으로 성공적으로 유치했지만, 이들 재능 있는 개인을 유지하는 데 대한 효능은 의문이 제기되었다. 많은 재능 있는 과학자들이 중국에서 단기간을 보내는 데는 기꺼이 동의하지만, 주요 서구 대학의 종신직을 포기하는 것을 꺼려했다. 2023년에 발표된 연구에 따르면 학자들은 평균적으로 생산성 면에서 상위 15%에 들었으며(최고 수준은 아니지만), 중국의 더 나은 자원 접근성으로 인해 마지막으로 저술한 출판물에서 해외 동료들보다 뛰어난 성과를 보였다.

### 외국 정부 반응

#### 캐나다
2020년 8월, 캐나다 안보정보청 (CSIS)은 캐나다 대학과 연구 기관에 TTP에 대해 경고하며, 이 프로그램이 전 세계의 연구원과 과학자들을 모집하여 그들의 연구와 기술을 자발적으로 또는 강압적으로 공유하도록 설득한다고 밝혔다.

#### 대한민국
2023년 6월, 서울특별시경찰청은 의료 로봇 기술과 관련된 수천 개의 파일을 훔친 혐의로 중국 TTP 연구원을 스파이 혐의로 체포했다.

#### 미국
미국에서 훈련받은 과학자들을 중국으로 다시 유치하는 프로그램의 성공은 미국에서 우려를 낳았다. 2018년 6월 국가정보국 보고서는 이 프로그램의 근본적인 동기가 "미국 기술, 지적 재산 및 노하우의 합법적 및 불법적 이전을 촉진"하는 것이라고 선언했다. 미국과 캐나다 당국은 중국이 이 계획에 관련된 과학자들을 활용하여 경제 및 군사적 이점을 위한 신기술에 접근하려 한다고 주장했다. 연방수사국 (FBI)은 외국인 채용 스폰서 인재 계획이 "외부 지식과 혁신을 자국으로 가져오고, 때로는 무역 비밀을 훔치거나, 수출 통제 법규를 위반하거나, 이해 상충 정책을 위반하여 이를 수행"하는 것이라고 밝혔다.
2020년 1월, FBI는 하버드 대학교 화학 및 화학생물학과 학과장인 찰스 M. 리버를 프로그램과의 관계에 대해 거짓말을 한 혐의로 체포했으며, 2021년 12월에 유죄 판결을 받았다. 2020년 5월, FBI는 클리블랜드 클리닉의 전 연구원을 천인계획과의 관계를 공개하지 않은 혐의로 체포했지만, 1년 후 연방 검찰은 이 사건을 기각했다. 2020년 6월, 국립보건원 (미국)이 189명의 과학자들의 행동에 대한 조사를 진행 중이라고 보고되었다. 2020년 11월, TTP 참가자인 정궈쑹은 오하이오 주립 대학교 재직 중 FBI에 중국 정부와의 관계에 대해 거짓말을 한 혐의를 인정했다.
2019년 11월, 미국 상원 국토안보 및 정부 업무 위원회 영구 조사 소위원회 및 미국 상원 국토안보 및 정부 업무 위원회는 TTP를 포함한 중국의 인재 채용 계획에 대한 공개 청문회를 개최하고 이 프로그램들이 국가 안보에 위협이 된다고 밝혔다. 이 청문회 보고서는 TTP 계약이 연구 가치를 침해하고, TTP 회원들이 본국 기관에 회원 자격을 고의적으로 공개하지 않았으며, TTP 회원들을 대상으로 한 지적 재산권 침해 및 사기 사건들을 여러 건 언급했다. 한 TTP 회원은 미국 군용 제트 엔진에 관한 독점 방위 정보를 훔쳤다. 이 보고서는 "TTP는 인종이나 국적에 관계없이 최첨단 연구 및 기술에 중점을 두거나 접근할 수 있는 미국 기반 연구원 및 과학자를 대상으로 한다"고 밝혔다.
2019년, 국립보건원 (NIH)은 연구 위반에 대한 1년간의 조사를 완료했다. 다른 문제들 중에서도, 발표된 논문을 검토한 후 수많은 연구원들이 중국 기관과의 제휴 또는 자금 지원을 공개했지만, 본국 기관이나 NIH에는 이러한 관계를 보고하지 않았다는 것을 발견했다. 외부 연구 프로그램을 감독했던 마이클 라우어는 TTP 자체가 위협은 아니지만, 참가자들이 해당 관계를 완전히 공개해야 한다고 말했다.
2022년 9월, TTP 프로그램이 로스앨러모스 국립연구소에서 미국 정부 지원 연구를 수행한 150명 이상의 과학자들을 모집했다고 보고되었다.

### 학계
이 프로그램이 최고 수준의 국제 인재를 중국으로 성공적으로 유치했지만, 이들 재능 있는 개인을 유지하는 데 대한 효능은 의문이 제기되었다. 많은 재능 있는 과학자들이 중국에서 단기간을 보내는 데는 기꺼이 동의하지만, 주요 서구 대학의 종신직을 포기하는 것을 꺼려했다.
학자 스콧 무어에 따르면, 중국 정부는 "역두뇌 유출"을 유발하기 위해 천인계획과 같은 정책을 도입하는 데 세계에서 가장 적극적인 정부였다.(pp. 117–118) 무어는 이 프로그램이 채용된 교수들이 자원을 중국의 동시 근무지에 부적절하게 이전하도록 유도하는 등 선진 민주주의 국가에 여러 가지 도전을 제기했지만, 가장 큰 도전은 국가 안보보다는 "선진 민주주의 국가에서 흔히 볼 수 있는 점점 더 시대에 뒤떨어지고 잘못된 이민 정책"과 관련이 적다고 밝혔다.(pp. 117–118) 무어에 따르면, 생명 과학 분야를 전문으로 하는 프로그램 참가자 수가 많다는 점은 미국 정책 입안자들이 TTP를 베이징이 "생명 공학 분야에서 미국의 리더십에 대한 전면적인 도전을 시도"하려는 의도를 나타내는 것으로 보게 만들었으며, 한 미국 정책 입안자는 TTP가 해당 분야의 중국 인재 파이프라인을 구축하는 데 도움이 되었다고 말했다.(p. 188)
학자 동보 스(Dongbo Shi), 웨이천 류(Weichen Liu), 옌보 왕(Yanbo Wang)은 청년 천인계획 프로그램 참가자들을 분석하여 "중국의 YTT 프로그램은 우수한 과학자들을 채용하고 양성하는 데 성공했으며, YTT 과학자들은 주로 중국 내 더 큰 자금 지원과 연구팀 접근성 덕분에 귀국 후 출판물에서 해외 동료들보다 뛰어난 성과를 보였다. 이러한 결과는 인재 프로그램이 국가가 해외 과학자들을 유치하고 생산성을 높이는 정책 도구로서의 잠재력을 보여준다"고 결론지었다.

## 같이 보기
- 중국 학술 장학금 위원회
- 중국제조 2025
- 베이징 해외 인재 집적 프로젝트